# Escuela de Ingeniería y Ciencias Aplicadas de la Universidad de Virginia
La Escuela de Ingeniería y Ciencias Aplicadas de la Universidad de Virginia (en inglés:University of Virginia School of Engineering and Applied Science) es el centro docente de ingeniería de la Universidad de Virginia y uno de los 10 centros (facultades y escuelas) que la componen. Es el segundo más grande de la universidad, con aproximadamente 2,000 estudiantes de pregrado y 650 de posgrado.
Se trata de la escuela universitaria de ingeniería y ciencias aplicadas más antigua de los Estados Unidos de América. Fue fundada en 1836.

## Departamentos
- Ingeniería bioquímica
- Ingeniería química
- Ingeniería civil y ambiental
- Ingeniería informática
- Ciencias de la computación
- Ingeniería eléctrica
- Ingeniería física
- Ciencia de materiales e ingeniería
- Ingeniería aeroespacial y mecánica
- Ciencia, Ingeniería y Sociedad
- Ingeniería de la información y sistemas